# Benjamín Ubierna
Benjamín Ubierna Barandiarán (Buenos Aires, 22 de noviembre de 1991) es un futbolista argentino-peruano. Juega como mediocentro defensivo y su actual equipo es Deportivo Coopsol de la Liga 2 de Perú. Tiene 33 años.

## Biografía
Hijo del pastor evangélico argentino Fabio Ubierna y madre peruana. A los 8 años de edad vino a Perú y empezó a jugar en el club de su abuelo Guillermo Guille, Inmaculada de América, al año siguiente se integró a la academia de fútbol del club Alianza Lima donde permaneció en el club íntimo durante 6 meses, luego pasó a las filas de Sporting Cristal, donde estuvo 2 años. En el 2005 se trasladó a Esther Grande de Bentin, club que solo cuenta con divisiones de menores, es por eso el motivo de su partida en el año 2009 y su llegada al Club Universidad San Martín de Porres.

## Trayectoria

### Universidad de San Martín
Se inició en las inferiores del Universidad de San Martín, con la que disputó partidos en el Torneo de Promoción y Reserva de 2010. Fue visto por Aníbal Ruiz y debutó con el primer equipo el 4 de diciembre de 2010 en el Campeonato Descentralizado 2010, ante el Club Alianza Lima, ese mismo año fue campeón nacional. En el 2011 además de jugar la Copa Libertadores clasificó a la Copa Sudamericana 2012.

### Moreirense
Al inicio se rumoreaba su fichaje al Tondela, finalmente se cayó ese fichaje por lo que firmó por Moreirense por una temporada con opción a renovar 3 años más. Sin embargo, no llegó a debutar con los verdiblancos, solo apareció en el banco de suplentes 4 veces. Jugó con el ghanés Emmanuel Boateng y el costarricense David Ramírez.

### Universidad Técnica de Cajamarca
En el 2017 vuelve al Perú para jugar por Universidad Técnica de Cajamarca. Fue uno de los habituales titulares del equipo, jugando 27 partidos y anotando 3 goles. Consiguió clasificar a la Copa Sudamericana 2018. La cual perdió en primera ronda contra Rampla Juniors. En 2018 juega 35 partidos y anota 2 goles, logrando clasificar nuevamente a la Copa Sudamericana 2019.

## Selección nacional
Ha sido convocado a la selección Sub-20, con la que tuvo un encuentro amistoso con la selección de Chile. Posteriormente, formó parte del equipo que disputó el Campeonato Sudamericano Sub-20 de 2011 jugado en el Perú. Debutó oficialmente con la selección mayor ante Panamá el 6 de agosto de 2014.

## Clubes
| Club                       | País     | Año         |
| -------------------------- | -------- | ----------- |
| Universidad de San Martín  | Perú     | 2010 - 2014 |
| Juan Aurich                | Perú     | 2015 - 2016 |
| Moreirense                 | Portugal | 2016        |
| Univ. Técnica de Cajamarca | Perú     | 2017 - 2018 |
| Universidad de San Martín  | Perú     | 2019        |
| Carlos A. Mannucci         | Perú     | 2019        |
| Cienciano                  | Perú     | 2020        |
| Deportivo Municipal        | Perú     | 2021        |
| Deportivo Garcilaso        | Perú     | 2021        |
| Juan Aurich                | Perú     | 2022        |
| Unión Huaral               | Perú     | 2023        |
| Deportivo Coopsol          | Perú     | 2024 -      |

## Palmarés

### Campeonatos nacionales
| Título                    | Club                      | País | Año  |
| ------------------------- | ------------------------- | ---- | ---- |
| Primera División del Perú | Universidad de San Martín | Perú | 2010 |